# روبرت أهرينس
روبرت أهرينس (بالإنجليزية: Robert Ahrens)‏ هو منتج مسرحي ‏ ومنتج أفلام أمريكي، ولد في 1970.

## وصلات خارجية
- روبرت أهرينس على موقع IMDb (الإنجليزية)
- روبرت أهرينس على موقع قاعدة بيانات برودواي على الإنترنت (الإنجليزية)